# اريك جي. ستايسي
اريك جي. ستايسي (بالإنجليزية: Eric G. Stacey)‏ هو مخرج أمريكي، ولد في 4 ديسمبر 1903 في لندن في المملكة المتحدة، وتوفي في 1 مايو 1969 في لوس أنجلوس في الولايات المتحدة.

## وصلات خارجية
- اريك جي. ستايسي على موقع IMDb (الإنجليزية)
- اريك جي. ستايسي على موقع ألو سيني (الفرنسية)
- اريك جي. ستايسي على موقع أول موفي (الإنجليزية)
- اريك جي. ستايسي على موقع قاعدة بيانات الأفلام السويدية (السويدية)
- اريك جي. ستايسي على موقع قاعدة بيانات الفيلم (الإنجليزية)
- اريك جي. ستايسي على موقع كينوبويسك (الروسية)